# Магнезіо-рибекіт
Магнезіо-рибекіт, терновськіт — мінерал, лужна рогова обманка, лужний амфібол подібний до рибекіту.
Мінерал зустрічається у копальнях Кривого Рогу (Україна).